# 大平喜信
大平 喜信（おおだいら よしのぶ、1948年2月4日 -  ）は、日本の経営者・実業家。雪国まいたけ創業者である。

## 略歴
- 1948年（昭和23年）- 2月4日、新潟県南魚沼郡六日町（現：南魚沼市 六日町）五十沢の農家の長男に生まれる。
- 1963年（昭和38年）- 3月、六日町立五十沢中学校（現：南魚沼市立五十沢中学校）卒業。
  - 神奈川県川崎市の両角工務店に3年間勤めたあと帰郷。
  - 農業で2年間。
  - 理研電具製造の工場に6年間勤務を経て起業。
- 1975年（昭和50年）- 8月、大平もやし店創業。
- 1982年（昭和57年）- 2月、まいたけ栽培開始。
- 1983年（昭和58年）- 7月、株式会社雪国まいたけ設立。
  - 取締役就任。
- 1985年（昭和60年）- 7月、代表取締役社長に就任。
- 1988年（昭和63年）- 10月、株式会社雪国商事代表取締役就任（現任）
- 1989年（平成元年）- 6月、有限会社大平商事代表取締役就任（現任）
- 1997年（平成9年）- 2月、代表取締役兼営業本部長。
  - 8月、代表取締役。
- 1998年（平成10年）- 5月、代表取締役社長。
- 1999年（平成11年）- 5月、代表取締役社長
- 2013年（平成25年）- 11月5日　代表取締役辞任

雪国まいたけを去った後はカナダに渡り、オンタリオ州ロンドンにてまいたけの栽培を手掛け「将軍まいたけ（Shogun Maitake）」のブランド名で販売を行っている。

## 座右の銘
- 脱内制止 [2]
- 自己責任（世の中思い通りにならないのは自己責任）

## 趣味
- マラソン・スキー・スノーモービル。

## 活動
- 食料の未来を描く戦略会議in新潟、委員[3]（北陸農政局企画調整室）
- 事業創造大学院大学客員教授。
- 新潟経済同友会。
- 新潟県雇用開発協会、理事。
- 地域貢献企業の会、副会長。

## テレビ出演
- 日経スペシャル カンブリア宮殿 不可能を可能にせよ！～幻のキノコを生む会社～（2010年4月19日、テレビ東京）[4]